# Arbeitsuhr
Als Arbeitsuhr wurde in der klassischen Astrometrie (Messung von Sternörtern, Ortsbestimmung etc.) jene Uhr bezeichnet, auf der visuelle Beobachter oder Messgehilfen die Zeitpunkte der gemessenen Sterndurchgänge feststellten. Sie wurde vor und nach den Beobachtungen mit der Hauptuhr (Chronometer, Pendel- oder Quarzuhr) verglichen, die ihrerseits – wenn verfügbar – durch einen Zeitvergleich an ein noch präziseres Signal (Telegrafie, Uhrtransport, internationaler Zeitzeichensender) angeschlossen wurde.
Solange gute Uhren noch teuer und empfindlich waren, benützte man unterwegs (auf Expeditionen, in der Nautik oder in der Astrogeodäsie) eher robuste Zeitnehmer oder Stoppuhren, die sehr häufig an die Hauptuhr angeschlossen werden mussten. Auf Sternwarten verwendete man bis Anfang des 20. Jahrhunderts meist die Auge-Ohr-Methode mit einer Präzisions-Pendeluhr, deren Ticken in der ganzen Sternwartekuppel zu hören war. Dadurch erreichte die Genauigkeit fast Hundertstelsekunden, außerdem erübrigten sich eigene Arbeitsuhren. Ab etwa 1920 kamen Schleppzeiger-Chronometer und schreibende Chronografen auf den Markt, mit denen erfahrene Beobachter auch kurz aufeinander folgende Zeiten stoppen konnten.
Mit den ersten transportablen Quarzuhren erübrigte sich oft die traditionelle Arbeitsuhr, insbesondere bei Verwendung schreibender oder druckender Chronografen. Noch einfacher wurden die Messungen mit dem Aufkommen digitaler Stoppuhren um 1975, welche meist die Funktion von Arbeits- und Hauptuhr übernehmen konnten.
Heute sind visuelle Beobachtungen großteils durch elektro-optische Verfahren ersetzt, die sogar direkt im internationalen Zeitsystem UTC arbeiten können.